# SDCCAG8
SDCCAG8‏ (Serologically defined colon cancer antigen 8) هوَ بروتين يُشَفر بواسطة جين SDCCAG8 في الإنسان.